# Tibetia (Plantae)
Tibetia, biljni rod iz porodice mahunarki iz Kine, Tibeta, Nepala, Pakistana, Butana i Indije.
Rod Tibetia pripada podplemenu Astragalinae plemena Galegeae, portodica Leguminosae, koja uključuje Gueldenstaedtia, Astragalus, Oxytropis, Biserrula i Alhagi (Polhill, 1981). Međutim, Alhagi je nedavno smješten u Hedysareae na temelju molekularnih podataka (Sanderson & Liston, 1995; Sanderson & Wojciechowski, 1996; Wojciechowski et al., 2000). Polhill (1994.) je predložio sustav klasifikacije Leguminosae u kojem su Halimodendron, Caragana, Calophaca, Spongiocarpella, Chesneya, Astragalus, Astracantha, Oxytropis, Neodielsia i Gueldenstaedtia uključeni u podpleme Astragalinae, a rod Alhagi smješten je u podpleme Alhagiinae. Tijekom taksonomske revizije roda Tibetia, ovaj je autor proučavao herbarijske uzorke i autoritativne zbirke i razjasnio rod na temelju morfologije peludi i sjemena (Zhu, 2005.), podataka o kromosomima (Ni et al., 2002.; Yang, 2002.). ) i morfoloških znakova. Tibetia se smatra različitim rodom od Gueldenstaedtia. Ovdje je uključeno pet vrsta i jedna sorta Tibetia. Rod je ograničen na Indiju, Butan, Sikkim, Nepal, Pakistan i Kinu.

## Opis
Višegodišnje zeljaste biljke, gole, s rijetkim ili ponekad gustim ulegnutim žljezdastim dlakama; korijenje debelo, cilindrično; stabljike gotovo nema ili je vrlo kratka, ponekad polegla; listovi neparnoperasti, 2-7 cm dugi, peteljke s ulegnutim žljezdastim dlakama, listići 3-8 pari, cjeloviti, izbočeni ili režnjevi na vrhu, zaobljeni do eliptični, široko obrnuto jajoliki do ovalni, zaobljeni, dvodijelni do režnjeviti, peteljka vrlo kratka, udubljena; stipule široko jajolike, jajaste ili trokutaste, c. 7 mm duge. Cvijet žut, tamnoljubičast, ljubičast i plav; standardno jajasto-eliptični, podokrugli, obrnuto jajasti ili zakrivljeni, 6,5-10 mm dugi, 4,5-8 mm široki, retuzni ili režnjeviti na vrhu. Sjeme bubrežasto, glatko na površini. Broj kromosoma 2n = 16 (x = 8).

## Vrste
1. Tibetia coelestis (Diels) H.P.Tsui
2. Tibetia forrestii (Ali) P.C.Li
3. Tibetia himalaica (Baker) H.P.Tsui, tip
4. Tibetia tongolensis (Ulbr.) H.P.Tsui
5. Tibetia yadongensis H.P.Tsui
6. Tibetia yunnanensis (Franch.) H.P.Tsui